# 天然氣凝析油
天然气凝析油（英語：Natural-gas condensate），又稱天然氣油，有時簡稱為凝析油，是一種含烃液体，天然气中就含有氣態形式的天然氣凝析油。经降温降压后，氣態的凝析油就會凝结为液态。不過天然汽油易挥发且不稳定，辛烷值较低。凝析油經加工後即可變成车用汽油、各种工业溶剂和石油醚等产品。